# Ötödik Orbán-kormány
Az ötödik Orbán-kormány az 1989. október 23-án kikiáltott harmadik Magyar Köztársaság 13., az 1990-es rendszerváltás utáni 12. magyar kormánya.
2022. május 24-én Novák Katalin köztársasági elnök javaslatára letették az esküt a miniszterek, és így hivatalosan is megkezdte munkáját az új kormány.

## Előzményei
2022. április 3-án a 2022-es magyarországi országgyűlési választások eredménye, ötödik alkalommal bízta meg az Orbán Viktor vezette Fidesz-KDNP pártszövetséget Magyarország irányításával. A negyedik Orbán-kormány az új kormány megalakulásáig ügyvezető kormányként működött.
2022. május 13-án Havasi Bertalan, a miniszterelnök sajtófőnöke nyilvánosságra hozta az új kormány tagjainak tervezett névsorát. 2022. május 24-én az új kormány tagjai Novák Katalin köztársasági elnöktől átvették a kinevezésüket, majd letették a hivatali esküt is.

## Akormánytagjai
| Tisztség | Miniszter                   | Hivatal kezdete    | Hivatal vége       | Párt      | Párt |
| --- | --------------------------- | ------------------ | ------------------ | --------- | ---- |
| Miniszterelnöki Kabinetiroda                                                                                       |                             |                    |                    |           |      |
| Miniszterelnök | Orbán Viktor                | 2022. május 16.    | hivatalban         | Fidesz    |      |
| A miniszterelnök kabinetfőnöke                                                                                     | Rogán Antal                 | 2022. május 24.    | hivatalban         | Fidesz    |      |
| Miniszterelnökség                                                                                                  |                             |                    |                    |           |      |
| Miniszterelnök-helyettes                                                                                           | Semjén Zsolt                | 2022. május 24.    | hivatalban         | KDNP      |      |
| Miniszterelnökséget vezető miniszter                                                                               | Gulyás Gergely              | 2022. május 24.    | hivatalban         | Fidesz    |      |
| Miniszterek |                             |                    |                    |           |      |
| Külgazdasági és külügyminiszter                                                                                    | Szijjártó Péter             | 2022. május 24.    | hivatalban         | Fidesz    |      |
| Belügyminiszter | Pintér Sándor               | 2022. május 24.    | hivatalban         | Független |      |
| Igazságügy-miniszter                                                                                               | Varga Judit                 | 2022. május 24.    | 2023. július 31.   | Fidesz    |      |
| Igazságügy-miniszter                                                                                               | Tuzson Bence                | 2023. július 31.   | hivatalban         | Fidesz    |      |
| Pénzügyminiszter                                                                                                   | Varga Mihály                | 2022. május 24.    | 2024. december 31. | Fidesz    |      |
| Nemzetgazdasági miniszter                                                                                          | Nagy Márton                 | 2022. május 24.    | hivatalban         | Független |      |
| Kulturális és innovációs miniszter                                                                                 | Csák János                  | 2022. május 24.    | 2024. június 10.   | Független |      |
| Kulturális és innovációs miniszter                                                                                 | Hankó Balázs                | 2024. június 10.   | hivatalban         | Fidesz    |      |
| Technológiai és ipari miniszter                                                                                    | Palkovics László            | 2022. május 24.    | 2022. november 13. | Független |      |
| Energiaügyi miniszter                                                                                              | Lantos Csaba                | 2022. december 1.  | hivatalban         | Független |      |
| Agrárminiszter | Nagy István                 | 2022. május 24.    | hivatalban         | Fidesz    |      |
| Honvédelmi miniszter                                                                                               | Szalay-Bobrovniczky Kristóf | 2022. május 24.    | hivatalban         | Független |      |
| Építési és közlekedési miniszter (2022. november 30-ig építési és beruházási miniszter)                            | Lázár János                 | 2022. május 24.    | hivatalban         | Fidesz    |      |
| Közigazgatási és Területfejlesztési miniszter                                                                      | Navracsics Tibor            | 2022. május 24.    | hivatalban         | KDNP      |      |
| Európai uniós ügyekért felelős miniszter                                                                           | Bóka János                  | 2023. augusztus 1. | hivatalban         | Független |      |
| Tárca nélküli miniszterek                                                                                          |                             |                    |                    |           |      |
| Nemzetpolitikáért, nemzetiségpolitikáért, egyházpolitikáért és egyházdiplomáciáért felelős tárca nélküli miniszter | Semjén Zsolt                | 2022. május 24.    | hivatalban         | KDNP      |      |

## A kormány összetétele
| Név | Kép | Hivatal kezdete    | Hivatal vége       | Párt         | Párt | Felelősségi terület | Államtitkárok |
| --- | --- | ------------------ | ------------------ | ------------ | ---- | --- | --- |
| Miniszterelnök |     |                    |                    |              |      | | |
| Orbán Viktor |     | 2022. május 16.    | hivatalban         | Fidesz       |      | - Vezeti a kormány üléseit, és felügyeli a kormány által hozott rendelkezések végrehajtását, - meghatározza a kormány általános politikáját. | - Bordás Gábor (közigazgatási államtitkár) |
| Miniszterelnök-helyettes, nemzetpolitikáért, nemzetiségpolitikáért, egyházpolitikáért és egyházdiplomáciáért felelős tárca nélküli miniszter               |     |                    |                    |              |      | | |
| Semjén Zsolt |     | 2022. május 24.    | hivatalban         | KDNP         |      | - Összehangolni a kormány egyházi kapcsolattartással összefüggő feladatait, - ellátni a vallási turizmussal kapcsolatos feladatokat, - kidolgozni a magyar nemzet integritása, illetve határokon átnyúló összefogása érdekében a kölcsönös felelősség és figyelem elvén nyugvó nemzetpolitikát. | - Nacsa Lőrinc (nemzetpolitikáért felelős államtitkár) - Soltész Miklós (egyházi és nemzetiségi kapcsolatokért felelős államtitkár) - Potápi Árpád János (nemzetpolitikáért felelős államtitkár) |
| Miniszterelnökséget vezető miniszter |     |                    |                    |              |      | | |
| Gulyás Gergely |     | 2022. május 24.    | hivatalban         | Fidesz       |      | - a kormánybiztosok tevékenységének összehangolásáért, - a kormányzati társadalmi kapcsolatok összehangolásáért, - a kormányzati stratégiák kidolgozásának támogatásáért, - a közigazgatási minőségpolitikáért és személyzetpolitikáért, - a közigazgatás-fejlesztésért, - a közigazgatás-szervezésért, - a helyi önkormányzatok törvényességi felügyeletéért, - a társadalompolitika összehangolásáért, - a társadalmi és civil kapcsolatok fejlesztéséért, - az ingatlan-nyilvántartásért, - a térképészetért, - az egyes kereskedelmi építmények vonatkozásában a fenntarthatósági szempontok érvényesítéséért, - a rozsdaövezeti akcióterületekkel kapcsolatos ügyekért, - az anyakönyvi ügyekért, - az állampolgársági ügyekért, - a Magyar Falu Program, valamint a Modern Városok Program működtetéséért, - az aktív Magyarországért. | - Panyi Miklós (parlamenti és stratégiai államtitkár, miniszterhelyettes) - Janó Márk Ádám (közigazgatási államtitkár) - Révész Máriusz (aktív Magyarországért felelős államtitkár) - György István (területi közigazgatásért felelős államtitkár) - Fürjes Balázs (parlamenti államtitkár, miniszterhelyettes) |
| Miniszterelnöki Kabinetirodát vezető miniszter |     |                    |                    |              |      | | |
| Rogán Antal |     | 2022. május 24.    | hivatalban         | Fidesz       |      | - a kormány általános politikai koordinációjáért, - a kormányzati kommunikációért, - az országmárkáért, - a turizmusért, - a vendéglátásért, - az e-közigazgatásért, - az informatikáért, - az e-közigazgatási és informatikai fejlesztések egységesítéséért, - a közigazgatási informatika infrastrukturális megvalósíthatóságának biztosításáért, - a mozgóképszakmáért, - az audiovizuális politikáért, - az elektronikus hírközlésért, - a szerencsejáték szabályozásért, - a polgári nemzetbiztonsági szolgálatok irányításáért, - a polgári hírszerzési tevékenység irányításáért, - a minősített adatok védelmének szakmai felügyeletéért. | - Hidvéghi Balázs (parlamenti államtitkár, miniszterhelyettes) - Rédey Krisztina (közigazgatási államtitkár) - Kovács Zoltán (nemzetközi kommunikációért és kapcsolatokért felelős államtitkár) - Máté János (Miniszterelnöki Programirodát vezető államtitkár) - Nagy János (Miniszterelnöki Irodát vezető államtitkár) - Farkas Örs (polgári nemzetbiztonsági szolgálatokat felügyelő államtitkár) - Vitályos Eszter (kormányzati kommunikációért felelős államtitkár) - Tuzson Bence (kormányzati államtitkár) - Benkő Tamás János (közigazgatási államtitkár) - Dömötör Csaba (parlamenti államtitkár, miniszterhelyettes) - Kovács József (nemzeti információs államtitkár, nemzetbiztonsági főtanácsadó) - Papp Károly (polgári nemzetbiztonsági szolgálatokat felügyelő államtitkár) |
| Külgazdasági és külügyminiszter |     |                    |                    |              |      | | |
| Szijjártó Péter |     | 2022. május 24.    | hivatalban         | Fidesz       |      | - a külgazdasági ügyek, - a külpolitika, - a Paksi Atomerőmű két új blokkjának tervezése, megépítése és üzembe helyezése, - az űrkutatás, - a csángó ügyek vonatkozásában a nemzetpolitika, - az üldözött keresztények megsegítése és a Hungary Helps Program megvalósítása, - a harmadik országbeli állampolgárok magyarországi foglalkoztatása. | - Magyar Levente (parlamenti államtitkár, miniszterhelyettes) - Gyarmati Eszter (közigazgatási államtitkár) - Azbej Tristan (üldözött keresztényeket segítő programokért felelős államtitkár) - Illés Boglárka (kétoldalú kapcsolatokért felelős államtitkár) - Sztáray Péter (biztonságpolitikáért és energiabiztonságért felelős államtitkár) - Menczer Tamás (kétoldalú kapcsolatokért felelős államtitkár) - Süli János (a Paksi Atomerőmű bővítéséért felelős államtitkár) |
| Belügyminiszter |     |                    |                    |              |      | | |
| Pintér Sándor |     | 2022. május 24.    | hivatalban         | pártonkívüli |      | - a bűncselekmények megelőzéséért, - a büntetés-végrehajtásért, - az élet- és vagyonbiztonság védelméért, - a határrendészetért, - a helyi önkormányzatokért, - az idegenrendészetért és menekültügyért, - a katasztrófák elleni védekezésért, - a közbiztonságért, - a közfoglalkoztatásért, - a közszolgálati életpálya kidolgozásáért, - a köziratok kezelésének szakmai irányításáért, - a közlekedésrendészetért, - a közterület-felügyelet szabályozásáért, - a külföldiek társadalmi beilleszkedésének elősegítéséért, - a külföldre utazás szabályozásáért, - a rendészetért, - a szabálysértési szabályozásért, - a személyiadat- és lakcímnyilvántartásért, - a terrorizmus elleni küzdelemért, - a településüzemeltetésért, kéményseprő-ipari tevékenységért, - a mezőgazdasági öntözési célú, felszín alatti vízkivételt biztosító vízilétesítmény engedélyezését kivéve a vízgazdálkodásért, vízvédelemért, - a vízügyi igazgatási szervek irányításáért, - a társadalmi felzárkózásért, - az egészségbiztosításért, - az egészségügyért, - a gyermekek és az ifjúság védelméért, - a kábítószer-megelőzésért és kábítószerügyi koordinációs feladatokért, - a köznevelésért, - a szociálpolitikáért. | - Rétvári Bence (miniszterhelyettes, parlamenti államtitkár) - Felkai László (közigazgatási államtitkár) - Bolcsik Zoltán (rendészeti államtitkár) - Maruzsa Zoltán (köznevelési államtitkár) - Fülöp Attila (gondoskodáspolitikáért felelős államtitkár) - Takács Péter (egészségügyi államtitkár) - Kósa Ádám (fogyatékosságügyi államtitkár) - Sztojka Attila (társadalmi esélyekért és roma kapcsolatokért felelős államtitkár) - Dukai Miklós (önkormányzati államtitkár) |
| Igazságügyi miniszter |     |                    |                    |              |      | | |
| Varga Judit |     | 2022. május 24.    | 2023. július 31.   | Fidesz       |      | - az igazságüggyel, - a választójogi és népszavazási szabályozással, - az áldozatsegítéssel, - a kárpótlással, - az európai uniós ügyek koordinációjával, - a fogyasztóvédelemmel. | - Répássy Róbert (parlamenti államtitkár, miniszterhelyettes) - Salgó László (közigazgatási államtitkár) - Bóka János (európai uniós ügyekért felelős államtitkár) |
| Tuzson Bence |     | 2023. augusztus 1. | hivatalban         | Fidesz       |      | - az igazságüggyel, - a választójogi és népszavazási szabályozással, - az áldozatsegítéssel, - a kárpótlással, - a fogyasztóvédelemmel. | - Répássy Róbert (parlamenti államtitkár, miniszterhelyettes) - Pilz Tamás (közigazgatási államtitkár) - Tóth Zoltán (jogalkotásért felelős államtitkár) - Salgó László (közigazgatási államtitkár) - Bíró Attila (közigazgatási államtitkár) |
| Európai uniós ügyekért felelős miniszter (2023. augusztus 1-jétől)                                                                                         |     |                    |                    |              |      | | |
| Bóka János |     | 2023. augusztus 1. | hivatalban         | pártonkívüli |      | - az európai uniós ügyek koordinációjával. | - Zsigmond Barna Pál (parlamenti államtitkár, miniszterhelyettes - Pátkai Nándor (közigazgatási államtitkár) |
| Pénzügyminiszter (2024. december 31-ig) |     |                    |                    |              |      | | |
| Varga Mihály |     | 2022. május 24.    | 2024. december 31. | Fidesz       |      | - Adópolitika, - államháztartás, - a költségvetés makrogazdasági megalapozása, - számviteli szabályozás, - nemzetközi pénzügyi kapcsolatok a Gazdasági Együttműködési és Fejlesztési Szervezet, a Nemzetközi Valutalap és a Világbank tekintetében, - lakáscélú állami támogatások, - egészségbiztosítási járulékfizetés szabályozása, - nyugdíjjárulék- és nyugdíjbiztosításijárulék-fizetés szabályozása, - nyugdíjpolitika. | - Tállai András (parlamenti államtitkár, miniszterhelyettes) - Gondos Judit (közigazgatási államtitkár) - Banai Péter Benő (államháztartásért felelős államtitkár) - Vágujhelyi Ferenc (Nemzeti Adó- és Vámhivatal vezetéséért felelős államtitkár) - Izer Norbert (adóügyekért felelős államtitkár) - Tóth Tibor (makrogazdasági és nemzetközi ügyekért felelős államtitkár) |
| Nemzetgazdasági miniszter (2023. december 31-ig gazdaságfejlesztési miniszter, 2022. december 31-ig gazdaságfejlesztésért felelős tárca nélküli miniszter) |     |                    |                    |              |      | | |
| Nagy Márton |     | 2022. május 24.    | hivatalban         | pártonkívüli |      | - a nemzeti pénzügyi szolgáltatások, - a pénz-, tőke- és biztosítási piac szabályozása, - bizonyos kivételekkel a nemzetközi pénzügyi kapcsolatok, - a gazdaságfejlesztés, - a lakáspolitika, - a versenyképesség gazdasági és jogi feltételrendszere, - az állami vagyonnal való gazdálkodás szabályozása, - az állami vagyon felügyelete, - a postaügy. | - Fónagy János (parlamenti államtitkár, miniszterhelyettes) - Túri Anikó (közigazgatási államtitkár) - Lóga Máté (gazdaságfejlesztésért és iparért felelős államtitkár) - Czomba Sándor (foglalkoztatáspolitikáért felelős államtitkár) - Szabados Richárd (kis- és középvállalkozások fejlesztéséért és technológiáért felelős államtitkár) - Gerlaki Bence (adóügyekért, fogyasztóvédelemért és kereskedelemért felelős államtitkár) - Banai Péter Benő (államháztartásért felelős államtitkár) - Vágujhelyi Ferenc (Nemzeti Adó- és Vámhivatal vezetéséért felelős államtitkár) - Fábián Gergely (iparpolitikáért és technológiáért felelős államtitkár) |
| Kulturális és innovációs miniszter |     |                    |                    |              |      | | |
| Csák János |     | 2022. május 24.    | 2024. június 10.   | pártonkívüli |      | - a kormányzati tudománypolitikán, - a tudománypolitika koordinációján, - a szakképzésen, - a felsőoktatáson, - a családpolitikán, - a gyermek- és ifjúságpolitikán, - a kultúrán, - a kulturális diplomácián és a külföldi magyar kulturális intézeteken, - a vállalkozásfejlesztésen. | - Zsigó Róbert (parlamenti államtitkár, miniszterhelyettes) - Ujsághy György (közigazgatási államtitkár) - Závogyán Magdolna (kultúráért felelős államtitkár) - Koncz Zsófia (családokért felelős államtitkár) - Varga-Bajusz Veronika (felsőoktatásért, szak- és felnőttképzésért, fiatalokért felelős államtitkár) - György László (innovációért és felsőoktatásért felelős államtitkár) - Hoppál Péter (kultúráért felelős államtitkár) - Vitályos Eszter (parlamenti államtitkár, miniszterhelyettes) - Gáva Krisztián (közigazgatási államtitkár) - Hornung Ágnes (családokért felelős államtitkár) - Hankó Balázs Zoltán (innovációért és felsőoktatásért felelős államtitkár) |
| Hankó Balázs |     | 2024. június 10.   |                    | pártonkívüli |      | - a kormányzati tudománypolitikán, - a tudománypolitika koordinációján, - a szakképzésen, - a felsőoktatáson, - a családpolitikán, - a gyermek- és ifjúságpolitikán, - a kultúrán, - a kulturális diplomácián és a külföldi magyar kulturális intézeteken, - a vállalkozásfejlesztésen. | - Zsigó Róbert (parlamenti államtitkár, miniszterhelyettes) - Ujsághy György (közigazgatási államtitkár) - Závogyán Magdolna (kultúráért felelős államtitkár) - Koncz Zsófia (családokért felelős államtitkár) - Varga-Bajusz Veronika (felsőoktatásért, szak- és felnőttképzésért, fiatalokért felelős államtitkár) - György László (innovációért és felsőoktatásért felelős államtitkár) - Hoppál Péter (kultúráért felelős államtitkár) - Vitályos Eszter (parlamenti államtitkár, miniszterhelyettes) - Gáva Krisztián (közigazgatási államtitkár) - Hornung Ágnes (családokért felelős államtitkár) - Hankó Balázs Zoltán (innovációért és felsőoktatásért felelős államtitkár) |
| Technológiai és ipari miniszter (2022. november 13-ig) |     |                    |                    |              |      | | |
| Palkovics László |     | 2022. május 24.    | 2022. november 13. | pártonkívüli |      | - az iparügyekért, - a bányászati ügyekért, - a belgazdaságért, - az energiapolitikáért, - a környezetvédelemért, - a körforgásos gazdaságra történő átállásért és a termékértéklánc-felügyeletért, - a hulladékgazdálkodási közszolgáltatási és szolgáltatási díj megállapításáért, - a hulladékgazdálkodásért, - a hulladékgazdálkodás felügyeletéért, - a körforgásos gazdasághoz és a hulladékgazdálkodáshoz kapcsolódóan a fenntartható fejlődési feladatok összehangolásáért, - a közlekedésért, - a víziközmű-szolgáltatásért, - a nemzeti közműszolgáltatásokért, - a foglalkoztatáspolitikáért, - a felnőttképzésért, - a társadalmi párbeszédért. | - Koncz Zsófia (parlamenti államtitkár, miniszterhelyettes) - Gazsó Balázs (közigazgatási államtitkár) - Kutnyánszky Zsolt (iparért és munkaerőpiacért felelős államtitkár) - Raisz Anikó (környezetügyért és körforgásos gazdaságért felelős államtitkár) - Steiner Attila (energetikáért felelős államtitkár) - Vitézy Dávid (közlekedésért felelős államtitkár) |
| Energiaügyi miniszter (2022. december 1-jétől) |     |                    |                    |              |      | | |
| Lantos Csaba |     | 2022. december 1.  | hivatalban         | pártonkívüli |      | | - Czepek Gábor (parlamenti államtitkár, miniszterhelyettes) - Borsos-Papp Natália (közigazgatási államtitkár) - Raisz Anikó (környezetügyért és körforgásos gazdaságért felelős államtitkár) - Steiner Attila (energetikáért és klímapolitikáért felelős államtitkár) - Gondola Csaba (körforgásos gazdaságért és klímapolitikáért felelős államtitkár) - Solymár Károly Balázs (infokommunikációért felelős államtitkár) - V. Németh Zsolt (víziközmű-ágazatért felelős államtitkár) - Koncz Zsófia (parlamenti államtitkár, miniszterhelyettes) |
| Agrárminiszter |     |                    |                    |              |      | | |
| Nagy István |     | 2022. május 24.    | hivatalban         | Fidesz       |      | - az agrárpolitikáért, - a vidékfejlesztésért, - az élelmiszerlánc-felügyeletért, - az élelmiszeriparért, - az erdőgazdálkodásért, - a földügyért, - a halgazdálkodásért, - a mezőgazdasági öntözési célú, felszín alatti vízkivételt biztosító vízilétesítmény engedélyezéséért, - a természetvédelemért, - a földügyi és agrártámogatási szakigazgatáshoz kapcsolódó térképészetért, - a vadgazdálkodásért, - a kereskedelemért. | - Farkas Sándor (parlamenti államtitkár, miniszterhelyettes) - Andréka Tamás (közigazgatási államtitkár) - Hubai Imre (mezőgazdaságért felelős államtitkár) - Viski József (agrár- és vidékfejlesztési támogatásokért felelős államtitkár) - Rácz András (természetvédelemért felelős államtitkár) - Zambó Péter (erdőkért és földügyekért felelős államtitkár) - Tállai András (élelmiszergazdaságért és agrárszakképzésért felelős államtitkár) - Nobilis Márton (élelmiszeriparért és kereskedelempolitikáért felelős államtitkár) - Feldman Zsolt (mezőgazdaságért és vidékfejlesztésért felelős államtitkár) |
| Honvédelmi miniszter |     |                    |                    |              |      | | |
| Szalay-Bobrovniczky Kristóf |     | 2022. május 24.    | hivatalban         | pártonkívüli |      | - a honvédelemért, - a védelmi és biztonsági feladatokhoz kapcsolódó központi beszerzésekért, - a védelmi fejlesztésekért, - a sportpolitikáért, - a sportlétesítmény-fejlesztésért és gazdálkodásért, - a kiemelt nemzetközi sport- és sportdiplomáciai események rendezéséért. | - Vargha Tamás (parlamenti államtitkár, miniszterhelyettes) - Vidoven Árpád (közigazgatási államtitkár) - Schmidt Ádám (sportért felelős államtitkár) - Barthel-Rúzsa Zsolt (Katonai Nemzetbiztonsági Szolgálat irányításáért felelős államtitkár) - Kutnyánszky Zsolt (haderőfejlesztésért és védelempolitikáért felelős államtitkár) - Maróth Gáspár (védelempolitikáért és védelmi fejlesztésekért felelős államtitkár) - Gion Gábor (stratégiai elemzésért és humánpolitikáért felelős államtitkár) |
| Építési és közlekedési miniszter (2022. november 30-ig építési és beruházási miniszter)                                                                    |     |                    |                    |              |      | | |
| Lázár János |     | 2022. május 24.    | hivatalban         | Fidesz       |      | - az állami beruházásokért, - az építésgazdaságért, - az építésügyi szabályozásért és építéshatósági ügyekért, - a településfejlesztésért és településrendezésért, - a településkép védelméért, - a területrendezésért, - bizonyos kivételekkel a kulturális örökség védelméért. | - Csepreghy Nándor (parlamenti államtitkár, miniszterhelyettes) - Juhász Tünde (közigazgatási államtitkár) - Lánszki Regő Balázs (építészeti államtitkár) - Nagy Sándor Bálint (közlekedési államtitkár) - Ágh Péter (állami beruházások társadalmi koordinációjáért felelős államtitkár) |
| Közigazgatási és Területfejlesztési miniszter (2023. december 31-ig területfejlesztésért felelős tárca nélküli miniszter)                                  |     |                    |                    |              |      | | |
| Navracsics Tibor |     | 2022. május 24.    | hivatalban         | KDNP         |      | - területfejlesztésért, - a területfejlesztés stratégiai tervezéséért, - a közbeszerzésekért, - az európai uniós források felhasználásáért, - és az Európa Kulturális Fővárosa pályázati programmal kapcsolatos feladatok koordinálásért felelős tagja. | - Latorcai Csaba (parlamenti államtitkár, miniszterhelyettes) - Horvát Szilárd (közigazgatási államtitkár) - Ágostházy Szabolcs (európai uniós fejlesztésekért felelős államtitkár) - Czunyiné Bertalan Judit (területfejlesztésért felelős államtitkár) - Dukai Miklós (önkormányzati államtitkár) - György István (területi közigazgatásért felelős államtitkár) - Révész Máriusz (aktív Magyarországért felelős államtitkár) - Mayer Gábor (területfejlesztésért felelős államtitkár) |

## Kormánybiztosok
- Bányai Gábor
- Bogdán Tibor
- Vágujhelyi Ferenc
- Németh Szilárd
- Gyopáros Alpár
- György László
- Ovádi Péter
- Bányai Gábor
- Móring József
- Szabó Tünde
- Czunyiné Bertalan Judit
- Láng Zsolt
- Fodor Gergely
- Wáberer György
- Ruszó Gyula
- Héjj Dávid
- Joó István
- Kovács Zoltán
- Rókusfalvy Pál László
- Schmidt Ádám
- Sztojka Attila
- Káel Csaba[10]

## Miniszterelnöki megbízottak
- Bakondi György
- Bedros J. Róbert
- Bencsik János
- Giró-Szász Áron
- Járai Zsigmond
- Klinghammer István
- Kovács Miklós
- Maróth Miklós
- Nagy István
- Szili Katalin
- Tarlós István
- Tellér Gyula

## Miniszterelnöki biztosok
- Bóka János
- Kásler Miklós
- Nyitrai Zsolt
- Vecsei Miklós
- V. Németh Zsolt

## Kormányszóvivők
- Vitályos Eszter (2024. április 1-től)
- Kovács Zoltán
- Szentkirályi Alexandra (2024. március 31-ig)